# 高女

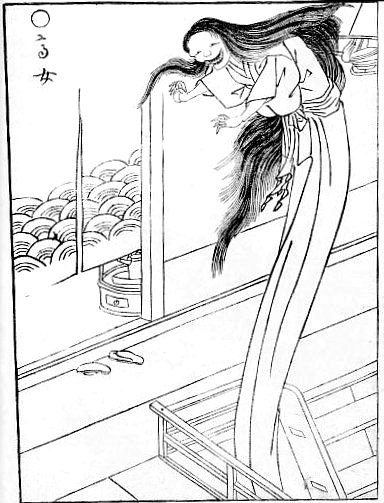
鳥山石燕《畫圖百鬼夜行》中的高女。

高女是日本的女性妖怪，記載於江戶時期鳥山石燕的《畫圖百鬼夜行》。

## 形象
依據《畫圖百鬼夜行》的插畫，高女是一種軀幹如蛇一般修長的女鬼。然而並沒有關於其由來、習性的說明。有人認為該畫並非妖怪圖，而是針對吉原遊廓妓女生活的諷刺畫。
民俗學者藤澤衛彦的《妖怪畫談全集 日本編 上》收錄來自和歌山縣的高女傳說，稱高女喜歡利用身高偷窺二樓的妓院房間；小說家山田野理夫《東北怪談之旅》則收錄來自秋田縣的高女傳說，稱高女是被男人拋棄的醜女怨念之化身，會偷窺妓院，以此驚嚇美麗的遊女。兩人的論述奠定近代高女「喜歡偷窺妓院的醜女怨靈」形象。然妖怪學者村上健司認為，前者只是對鳥山插畫的主觀想像，後者則只是將高女與坊間流行的怨女傳說相結合，都不是高女最原始的樣貌。

## 事件
2016年8月2日，位於和歌山縣御坊市的高女雕像被通報遭人破壞，上半身斷裂失蹤。該高女像是由水木茂設計，自2009年與另外9座妖怪像一同展示，造價12萬日元；同月10日，斷裂的上半身被發現掉落在附近港口4.5米深的海床底部，右手受損。9月16日，警方聲稱犯人為當地某高中男學生。他於7月26日早上5點踢壞高女像，經逮捕移送法辦。此事件使高女在日本聲名大噪。